# Levitar (banda)
Levitar es una banda de rock alternativo/nu metal, formada en la ciudad de Santa Fe, Argentina en el año 2004. Su música se caracteriza por dinámicos ritmos de batería, sólidas bases de bajo y armoniosas pero a la vez poderosas guitarras que contrastan con las melodías vocales.

## Biografía
Levitar nace en septiembre de 2004, cuando Eugenio y Esteban (que tenían mucha experiencia en otros proyectos musicales), deciden comenzar una banda en la cual pudieran mezclar algunas melodías oscuras con rápidos y dinámicos beats. Casualmente encontraron a Diego y Milagros, cuyas experiencias en otras bandas los llevaron a buscar personas con los mismos gustos musicales.
Durante el 2005 y el 2006 la banda logra realizar numerosos shows en vivo con importantes bandas. En el 2006 Juan Manuel Baialardo reemplaza a Marcelo Porta en el bajo. Ese mismo año la banda ingresa a los estudios de grabación para registrar su primer LP, que lleva el nombre de Sentidos. Fue grabado en los estudios PichuAtl de Esteban Serniotti (ex Cabezones) y DrumsRec del baterista Fito Messina. La masterización fue llevada a cabo por Max Scena en Puro Mastering.
En 2008 presentan su disco en diversas presentaciones en vivo y obtienen dos galardones, como Mejor Disco del Año por "Sentidos" y Mejor Vocalista Femenina en los premios Poquet Awards 2008. 
En 2010 ganan el concurso Santa Fe MusicSound recibiendo 2731 votos, por lo cual participan de un recital al aire libre junto a Los Auténticos Decadentes y una audiencia estimada de 90.000 personas.

## Integrantes
- Diego Canastrelli (Batería)
- Esteban Fernández (Guitarra)
- Eugenio 'Mona' Jauchen (Guitarra)
- Marcelo Porta (Bajo)
- Milagros de Pro (Voz)

## Discografía
- Levitar (demo), 2004
- Sentidos, 2008